# Sea Wolf
Sea Wolf je námořní protiletadlový raketový komplet krátkého dosahu vyvinutý zbrojovkou British Aircraft Corporation (BAC, později British Aerospace a následně MBDA). Slouží zejména k bodové obraně válečných lodí proti útokům protilodních střel. Royal Navy střelu zavedlo roku 1979. Zahraničními uživateli střely jsou Brazílie, Chile, Indonésie a Malajsie. Jejím nástupcem se stane nová střela Sea Captor.

## Vývoj

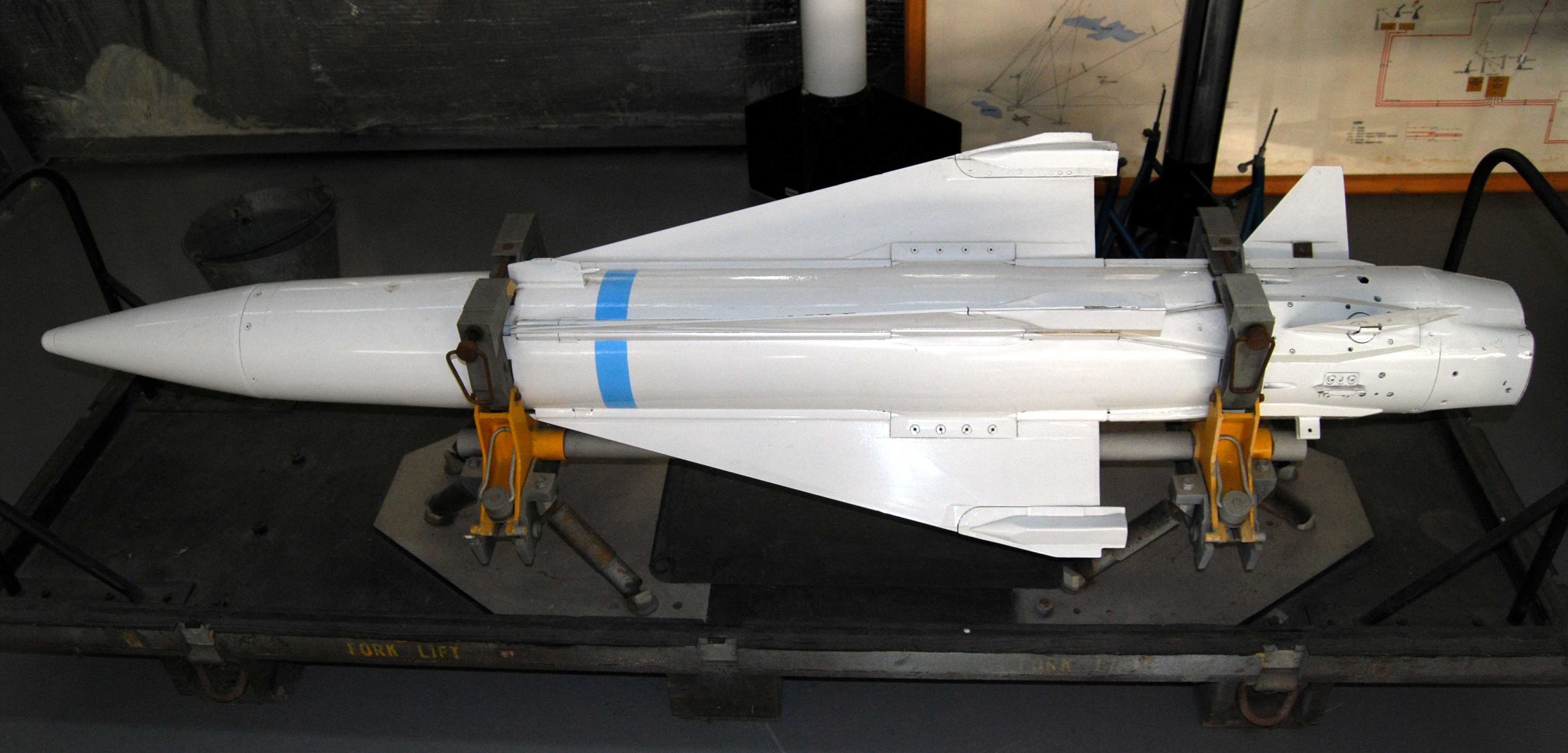
Sea Wolf

První koncepční práce související se střelami Sea Wolf byly zahájeny roku 1962. Střela byla vyvinuta zbrojovkou BAC jako náhrada řízených střel Sea Cat, schopná ničit cíle letící nadzvukovou rychlostí. Do služby byla zavedena roku 1979.

## Verze

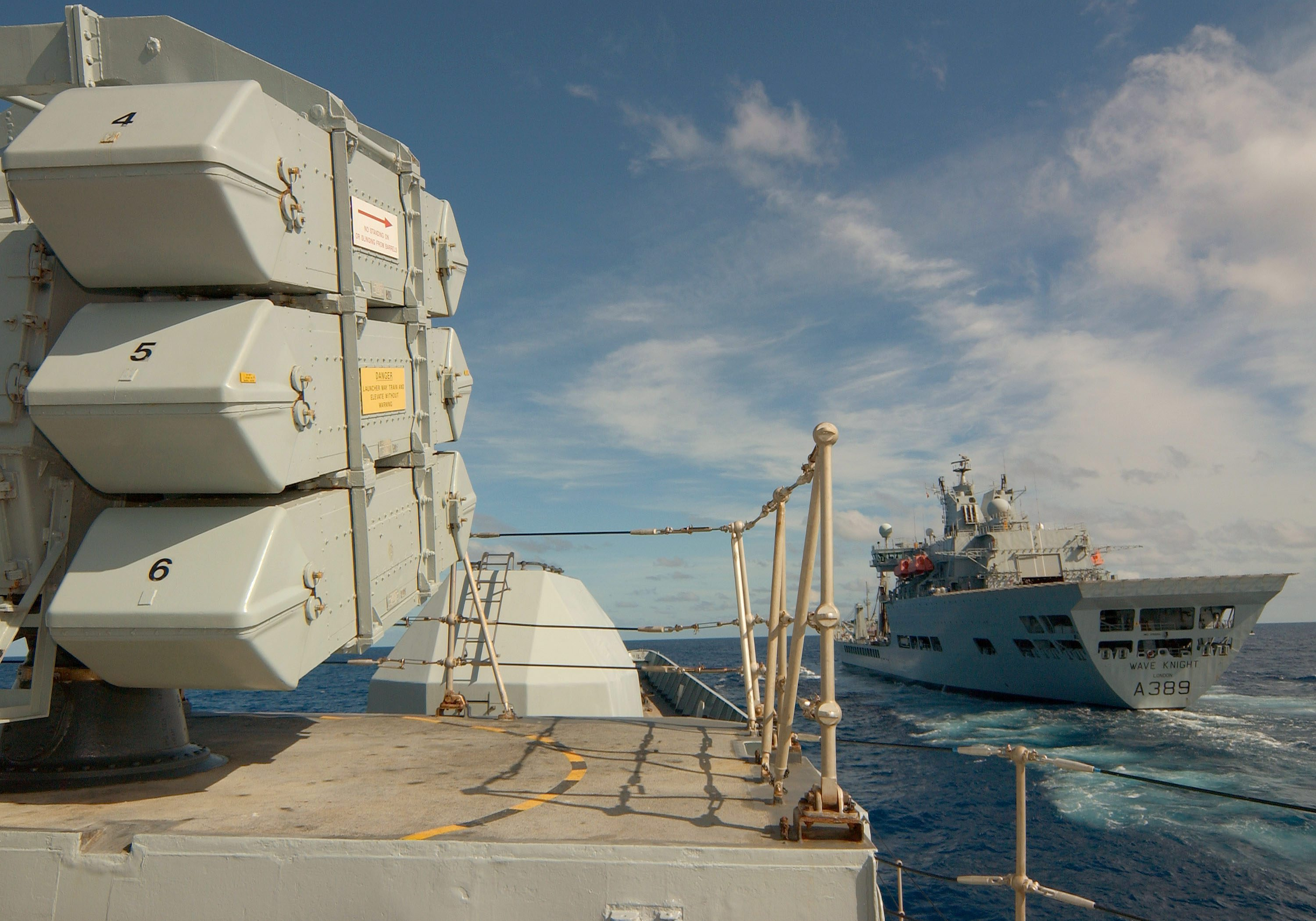
Vlevo starší šestinásobný vypouštěcí kontejner pro střely GWS-25 Sea Wolf na palubě fregaty HMS Cumberland (F85)

- GWS-25 Mod 0 – Základní verze střely vypouštěná ze šestinásobného kontejneru.[2] Vysoká hmotnost systému umožňovala jeho instalaci pouze na plavidla s výtlakem přesahujícím 2500 tun.[5]

- GWS-25 Mod 3 – Modernizovaná základní verze střely vypouštěná ze šestinásobného kontejneru. Zavedena roku 1988. Dostala především modernizovaný systém řízení palby Type 911 Mod 1.[5]

- GWS-25 Mod 4 – Modernizace verze Mod 0. K optické větvi navádění přidána infračervená kamera.[5]

- GWS-26 Mod 1 – Verze střely startující z vertikálních vypouštěcích sil byla do služby zavedena roku 1990. Ke střele byl přidán startovací booster Cadiz, čímž došlo k prodloužení doletu až na 10 km. Délka narostla přibližně o metr a hmotnost na 140 kg. Střely startují metodou tzv. horkého startu.[5] Od roku 2005 proběhla jejich střednědobá modernizace na standard Block 2.[4]

- GWS 26 Mod 2 Lightweight Seawolf – Od roku 1982 vyvíjená odlehčená verze systému Sea Wolf určená pro plavidla s výtlakem nad 800 tun. Měla zjednodušené čtyřnásobné vypouštěcí kontejnery. Plánována byla instalace čtyř systémů na letadlové lodě třídy Invincible a dvou systémů na torpédoborce třetí série typu 42 Sheffield. Roku 1991 byla modernizace těchto tříd kvůli finančním úsporám zrušena.[5]

- GWS-27 – Výrazně modernizovaná verze s aktivním naváděním a dvojnásobným dosahem, jejíž vývoj byl roku 1987 zrušen.[2]

- Seawolf Extra Light – Odlehčená verze zakoupená pro dvě malajské fregaty třídy Lekiu a tři brunejské korvety třídy Nakhoda Ragham, které nakonec odebrala Indonésie jako třídu Bung Tomo.[5]

## Operační služba

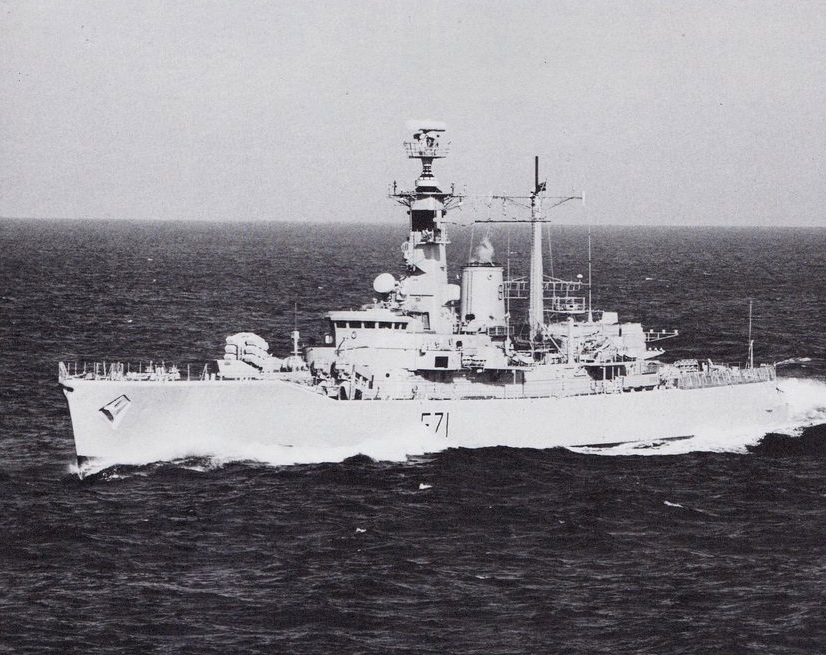
Fregata typu 12I Leander HMS Scylla (F71) v roce 1988. Na přídi nesla jeden systém Sea Wolf.

Ve falklandské válce byla nasazena celkem tři plavidla vyzbrojená střelami Sea Wolf – fregata typu 12I Leander HMS Andromeda a dvojice fregat typu 22 Broadsword HMS Brilliant a HMS Broadsword. Tato plavidla zejména doprovázela britské letadlové lodě a torpédoborce nesoucí střely Sea Dart zajišťující prostorovou obranu. Střely Sea Wolf se ve válce poměrně osvědčily a oficiálně sestřelily celkem pět argentinských letounů (z toho dva pravděpodobně). Známa je akce ze 12. května 1982, kdy se fregata Brilliant svými střelami Sea Wolf bránila útoku čtyř argentinských letounů A-4 Skyhawk, přičemž dva sestřelila a třetí se zřítil při pokusu o únik.

## Uživatelé
- Brazílie

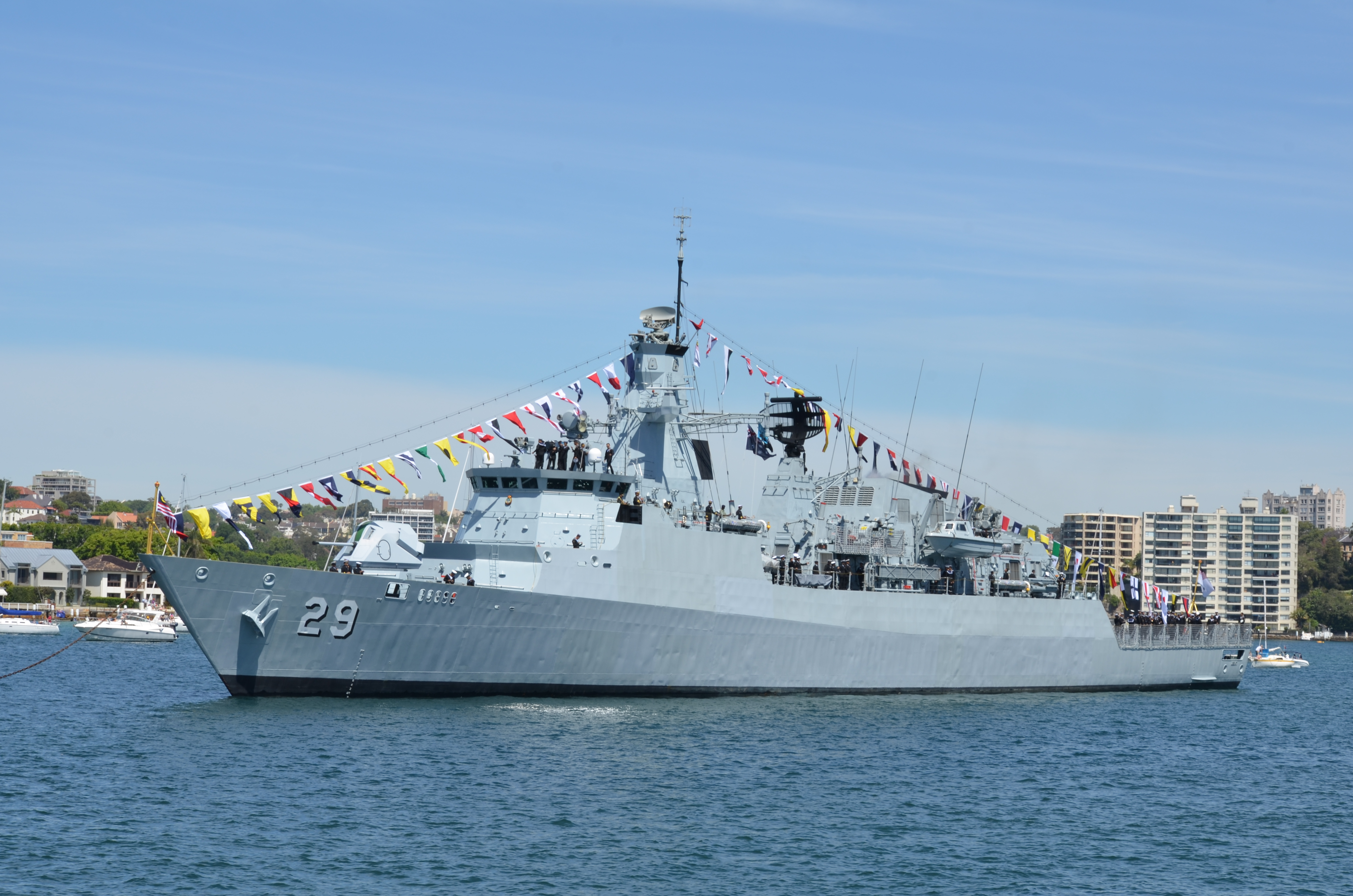
Malajská třída Lekiu

  - Brazilské námořnictvo – Fregaty typu 22 Broadsword.

- Chile
  - Chilské námořnictvo – Fregata typu 22 Broadsword.

- Indonésie
  - Indonéské námořnictvo – Korvety třídy Bung Tomo

- Malajsie
  - Malajsijské královské námořnictvo – Fregaty třídy Lekiu.

- Velká Británie
  - Britské královské námořnictvo – Fregaty typu 12I Leander, typu 22 Broadsword a typu 23 Norfolk.[2]

## Základní technické údaje (Sea Wolf / VL Sea Wolf)

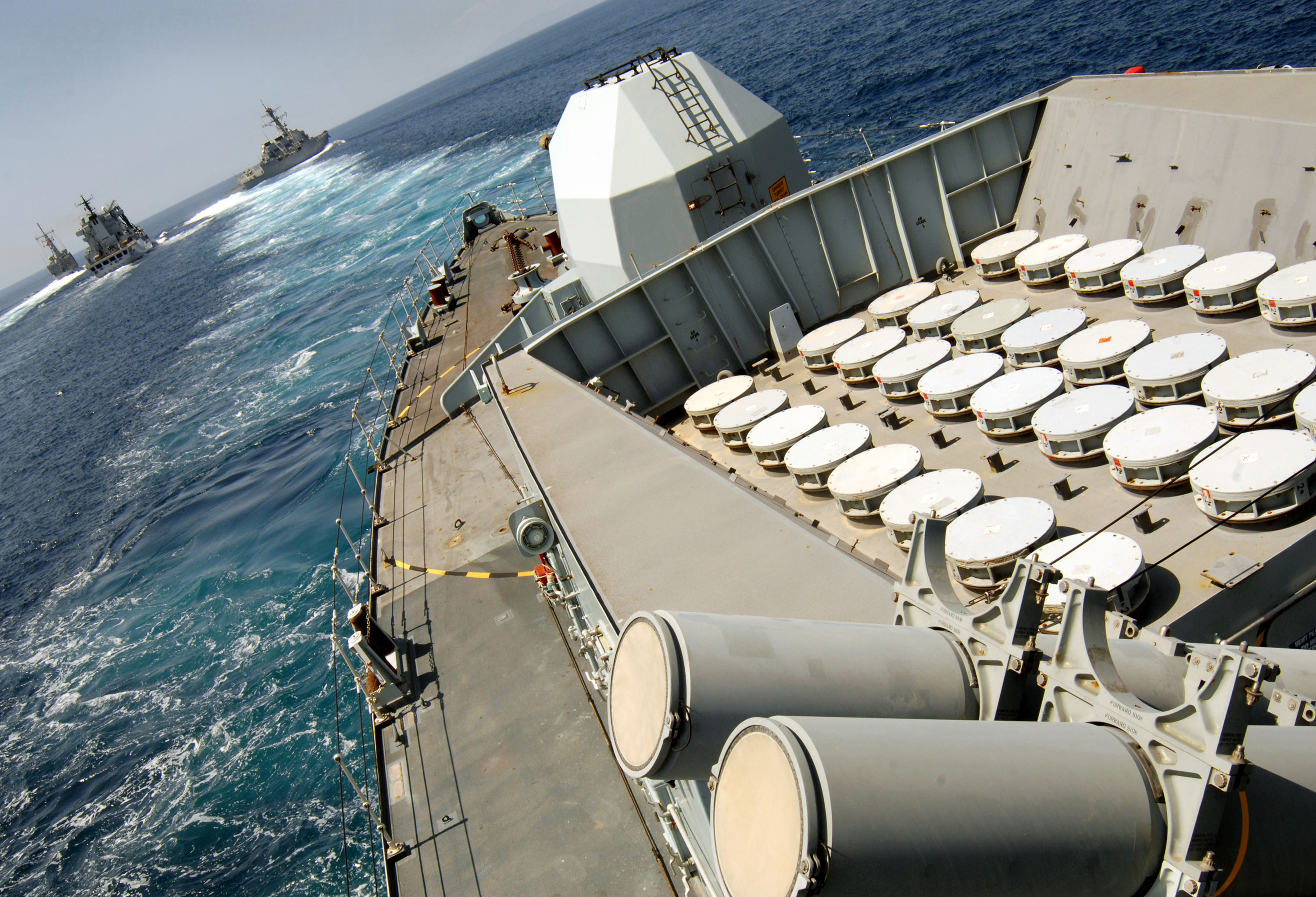
Vertikální vypouštěcí sila Sea Wolf fregaty HMS Montrose

## Základní technické údaje (Sea Wolf / VL Sea Wolf)[5]
- Délka: 1,9 m / 3 m
- Průměr těla: 180 mm
- Rozpětí: 560 mm
- Hmotnost: 82 kg / 140 kg
- Dosah: 6 km / 10 km
- Dostup: 3 km
- Rychlost: 2+ M
- Navádění: rádiopovelové
- Hmotnost hlavice: 14,1 kg